# 5779 (année hébraïque)
5779 (hébreu : ה'תשע"ט , abbr. : תשע"ט) est une année hébraïque qui a commencé à la veille au soir du 10 septembre 2018 et s'est finie le 29 septembre 2019. Cette année a compté 385 jours. Ce fut une année embolismique dans le cycle métonique, avec deux mois de Adar - Adar I et Adar II. Ce fut la quatrième année depuis la dernière année de chemitta.
En l'an 5779, l'État d'Israël a fêté ses 71 ans d'indépendance.

## Calendrier
Ce calendrier hébraïque de l'année 5779 donne les correspondances avec les dates du calendrier grégorien.
Le premier nombre dans chaque case correspond au jour du mois hébraïque. Les jours en couleurs sont des jours remarquables juifs ou israéliens.
| ◄◄ | 5779 | ►► |

## Événements
- Ouragan Leslie (2018)
- Ouragan Michael
- Tuerie du lycée technique de Kertch
- Fusillade dans une synagogue de Pittsburgh
- Fusillade de la synagogue de Poway

## Décès
- Charles Aznavour
- Joachim Rønneberg
- David Azulai
- Amos Oz
- Yehoshua Glazer
- Meshulam Riklis
- Ami Maayani
- Rafael Eitan
- Sydney Brenner
- Velvel Pasternak
- Francine Shapiro
- Ágnes Heller

5774 - 5775 - 5776 - 5777 - 5778 - 5779 - 5780 - 5781 - 5782 - 5783 - 5784